# Mare de Déu de Rocamora
La Mare de Déu de Rocamora és una ermita romànica llombarda del segle xi o principis del XIIl, situada al municipi de Sopeira, dins de la Franja de Ponent a la comarca de la Ribagorça, dins de l'antic terme de Sant Orenç, fins al 1970; i situat a la dreta de la Noguera Ribagorçana.
La seva planta és d'una nau i absis cilíndric amb arcuacions cegues. La portalada és un arc senzill de mig punt.
El seu estat és correcte. Ha estat restaurada.